# Friedrich Gerhard
Friedrich Wilhelm Gerhard (* 24. Juli 1884 in Trakehnen; † 17. Mai 1950) war ein deutscher Dressurreiter.
Bei den Olympischen Spielen 1936 in Berlin gewann er im Einzel auf „Absinth“ die Silbermedaille in der Dressur. Mit der deutschen Mannschaft konnte er außerdem die Goldmedaille gewinnen.